# Zweiter Koalitionsvertrag der 9. Wahlperiode des Bundestages
Der Koalitionsvertrag der von 1982 bis 1983 in den letzten Monaten der 9. Wahlperiode des Deutschen Bundestages amtierenden schwarz-gelben Bundesregierung in Deutschland wurde zwischen den Koalitionspartnern CDU, CSU und FDP nach dem Austritt der FDP-Minister aus der von Helmut Schmidt geführten sozialliberalen Koalition ausgehandelt. Er war die Basis für das konstruktive Misstrauensvotum gegen Helmut Schmidt, durch dessen Erfolg Helmut Kohl am 1. Oktober 1982 Bundeskanzler gewählt und das Kabinett Schmidt III durch das Kabinett Kohl I abgelöst wurde. Nach den 1966 getroffenen Vereinbarungen zwischen Union und SPD in der 5. Wahlperiode des Deutschen Bundestages war der Koalitionsvertrag im Jahr 1982 erst die zweite derartige Vereinbarung in der BRD, die nicht auf der Basis eines Bundestagswahlergebnisses geschaffen wurde. Es war der zweite Koalitionsvertrag der 9. Wahlperiode.
Der erste Teil des Koalitionsvertrags enthielt sechs Kapitel. Diese Kapitel behandelten den Bundeshaushalt 1983, Steueränderungen, Vorschläge für die Behandlung anhängiger Gesetzgebungsverfahren in der Wohnungspolitik, Einsparungen im Bundeshaushalt, Neue Grundsätze der Sozialpolitik und Vorhaben zur Förderung der Investitionen und der Beschäftigung und weiterreichende Aufgaben. Außerdem wurden die Minister und Staatssekretäre der Regierung Kohl genannt. Zwei weitere Abschnitte umschrieben Vorhaben in der Innen- und Rechtspolitik und in der Deutschland-, Außen- und Sicherheitspolitik.